# Mahjiddin Jusuf
Mahjiddin Jusuf (1918–1994) war ein indonesischer islamischer Gelehrter. Er übersetzte den Koran ins Achinesische (Aceh). Das Manuskript seiner Versübersetzung ist in Jawi geschrieben, es wurde dann in lateinischer Schrift gedruckt (Banda Aceh, 1995).

## Alternativnamen
Mahjiddin Jusuf, Teungku Haji Mahjidin Jusuf, Mahyiddin Yusuf, Teungku Mahyiddin Yusuf
| Personendaten    | Personendaten                       |
| ---------------- | ----------------------------------- |
| NAME             | Jusuf, Mahjiddin                    |
| KURZBESCHREIBUNG | indonesischer islamischer Gelehrter |
| GEBURTSDATUM     | 1918                                |
| STERBEDATUM      | 1994                                |